# US PGA Championship 2011
Het 93ste PGA Kampioenschap van de Amerikaanse PGA is de laatste Major van het seizoen en werd in 2011 gespeeld van 11-14 augustus op de Atlanta Athletic Club, Georgia.

## De baan
Tien jaar geleden werd dit kampioenschap ook op de Highland Course van de Athletic Club gespeeld, maar sindsdien is er veel veranderd. Rees Jones veranderde in 2006 veel aan de greens, en er kwam een nieuw soort Champions Bermuda-gras op en daarmee zijn de greens in augustus op z'n snelst. Er kwamen ook bunkers bij, en ze werden dieper en groter. De baan werd ongeveer 250 meter langer vanaf de backtees.

## Verslag
De par is 70.
Ronde 1
Voor het eerst waren alle drie tot nu toe gespeelde Majors van 2011 door Europese spelers gewonnen, Charl Schwartzel, Darren Clarke en Rory McIlroy. Zij waren samen ingedeeld om donderdag om 13:45 uur samen te starten. Martin Kaymer, die dit kampioenschap in 2010 won, speelde met twee voormalige winnaars: Y.E. Yang (2009) en Shaun Micheel (2003). Luke Donald was op dit moment de nummer 1 op de Official World Golf Ranking en speelde met Alvaro Quiros en Nick Watney. Geen van al deze namen stonden na de eerste ronde in de top-10. Steve Stricker maakte een ronde van -7, Jerry Kelly eindigde op de 2de plaats met -5 en Shaun Micheel scoorde -4 en werd 3de. Twintig PGA professionals hadden zich voor dit kampioenschap gekwalificeerd.

Rory McIlroy raakte op hole 3 geblesseerd toen hij met een ijzer 7 zijn bal van onder een boom wilde slaan. De ijzer 7 overleefde het niet, Rory's rechterpols nauwelijks. Hij moest toen nog 15 holes spelen, tussen de slagen door liep hij met een zak ijs tegen zijn arm. Hij maakte een ronde van 70. Of dat verstandig was zal een MRI scan vanavond bepalen.
Ryo Ishikawa, die inmiddels al negen overwinningen op de Japan Golf Tour behaalde, zorgde voor een record: hij sloeg zes keer een bal in het water en eindigde met een score van 85.
Nog enkele scores van spelers die in Europa bekend zijn: Anders Hansen en Matteo Manassero -2, Miguel Angel Jimenez  -1, Luke Donald en Alexander Norén par, Lee Westwood en Charl Schwartzel +1, Ian Poulter +3.
Ronde 2
Rory McIlroy maakte een ronde van 73 en haalde de cut die +4 was. Tiger Woods maakte ook 73 maar ging daarmee naar +10.

De beste ronde van de dag was van de 25-jarige Keegan Bradley, een van de zes rookies op de PGA Tour. Eerder dit jaar won hij al de Byron Nelson Classic en nu deelde hij de leiding met Jason Dufner, die in zes jaar nog geen toernooi op de PGA Tour heeft gewonnen. De 3de plaats werd gedeeld door Jim Furyk, D.A. Points, John Senden en Scott Verplank. In de top-10 stond slechts één Europese speler: Anders Hansen. 
Ronde 3
Jason Dufner bleef aan de leiding maar kreeg gezelschap van de 28-jarige Brendan Steele, de twee rookie van de PGA Tour die deze week aan de leiding kwam.
Robert Karlsson maakte een ronde van -4 en stond nu als beste Europeaan op de 6de plaats.
Ronde 4
Jason bracht zijn leidende positie in gevaar door bogeys te maken op hole 15 en 16 terwijl Bradley in de partij voor hem birdies maakte op 16 en 17. Daarna was de stand Dufner -9 en Bradley -8. Toen Dufner ook op hole 17 een bogey maakte stonden de twee spelers gelijk op -8. Bradley was klaar en Dufner moest hole 18 nog spelen. Hij maakte een par dus er volgde een 3-holes play-off. Na drie holes stond Dufner par en won Bradley met -1. Hij mocht de zilveren Wanamaker Trophy in ontvangst nemen. Sinds Ben Curtis in 2003 het Brits Open won is hij de eerste speler die zijn eerste Major wint. Bradley werd ook de eerste speler die een Major won met een lange putter. Op de wereldranglijst steeg hij van de 329ste naar de 29ste plaats.  
- Leaderboard

| Naam              | Score R1 | Score R1 | Nr  | Score R2 | Score R2 | Totaal | Nr  | Score R3 | Score R3 | Totaal | Nr  | Score R4 | Score R4 | Totaal | Nr  | Play-off | Play-off | Play-off |
| ----------------- | -------- | -------- | --- | -------- | -------- | ------ | --- | -------- | -------- | ------ | --- | -------- | -------- | ------ | --- | -------- | -------- | -------- |
| Keegan Bradley po | 71       | +1       | T36 | 64       | -6       | -5     | T1  | 69       | -1       | -6     | 3   | 68       | -2       | -8     | T1  | 3-3-4=10 | par      | 1        |
| Jason Dufner      | 70       | par      | T23 | 65       | -5       | -5     | T1  | 68       | -2       | -7     | T1  | 69       | -1       | -8     | T1  | 4-4-3=11 | +1       | 2        |
| Anders Hansen     | 68       | -2       | T5  | 69       | -1       | -3     | T7  | 70       | par      | -3     | T13 | 66       | -4       | -7     | 3   |          |          |          |
| Scott Verplank    | 67       | -3       | T   | 69       | -1       | -4     | T3  | 69       | -1       | -5     | 4   | 70       | par      | -5     | T4  |          |          |          |
| Robert Karlsson   | 70       | par      | T23 | 71       | +1       | +1     | T32 | 67       | -3       | -2     | T6  | 67       | -3       | -5     | T4  |          |          |          |
| Brendan Steele    | 69       | -1       | T9  | 68       | -2       | -3     | T7  | 66       | -4       | -7     | T1  | 75       | +5       | -2     | T10 |          |          |          |
| Steve Stricker    | 63       | -7       | 1   | 74       | +4       | -3     | T7  | 69       | -1       | -4     | 5   | 73       | +1       | -3     | T13 |          |          |          |
| Jim Furyk         | 71       | +1       | T36 | 65       | -5       | -4     | T3  | 73       | +1       | -3     | T13 | 75       | +5       | +2     | T38 |          |          |          |
| Jerry Kelly       | 65       | -5       | 2   | 73       | +3       | -2     | T11 | 74       | +2       | +2     | T37 | 69       | -1       | +1     | T26 |          |          |          |
| Shaun Micheel     | 66       | -4       | 3   | 78       | +8       | +4     | T62 | 77       | +7       | +11    | T73 | 74       | +4       | +15    | T74 |          |          |          |

| Leider |  | Toernooirecord |

## De spelers
| - Thomas Aiken - Robert Allenby - Fredrik Andersson Hed - Arjun Atwal - Aaron Baddeley - Ricky Barnes - Rich Beem (2002) - Thomas Bjørn - Grégory Bourdy - Keegan Bradley - Michael Bradley - Mark Brooks (1996) - Jonathan Byrd - Ángel Cabrera - Paul Casey - K.J. Choi - Stewart Cink - Darren Clarke - Ben Crane - John Daly (1991) - Jason Day - Brian Davis - Brendon de Jonge - Luke Donald - Jamie Donaldson - Jason Dufner - Simon Dyson - Johan Edfors - Steve Elkington (1995) - Ernie Els - Ross Fisher - Rickie Fowler - Harrison Frazar - Hiroyuki Fujita - Jim Furyk - Tommy Gainey - Stephen Gallacher - Sergio García - Robert Garrigus | - Brian Gay - Tom Gillis - Lucas Glover - Retief Goosen - Richard Green - Bill Haas - Anders Hansen - Peter Hanson - Pádraig Harrington (2008) - J.J. Henry - Tetsuji Hiratsuka - Charley Hoffman - J.B. Holmes - David Horsey - David Howell III - Yuta Ikeda - Ryuji Imada - Trevor Immelman - Ryo Ishikawa - Fredrik Jacobson - Raphaël Jacquelin - Miguel Angel Jiménez - Brandt Jobe - Dustin Johnson - Zach Johnson - Brendan Jones - Robert Karlsson - Martin Kaymer (2010) - Jerry Kelly - Anthony Kim - K.T. Kim - Chris Kirk - Matt Kuchar - Martin Laird - Pablo Larrazábal - Spencer Levin - Wenchong Liang - Davis Love III (1997) - Hunter Mahan | - Matteo Manassero - Steve Marino - Graeme McDowell - Rory McIlroy - Rocco Mediate - Shaun Micheel (2003) - Phil Mickelson (2005) - Bryce Molder - Edoardo Molinari - Francesco Molinari - Ryan Moore - Kevin Na - Larry Nelson (1981, 1987) - Alexander Norén - Geoff Ogilvy - Sean O’Hair - José María Olazabal - Louis Oosthuizen - Jeff Overton - Ryan Palmer - Jerry Pate - Scott Piercy - D.A. Points - Ian Poulter - Alvaro Quiros - John Rollins - Andrés Romero - Justin Rose - Rory Sabbatini - Charl Schwartzel - Adam Scott - John Senden - Webb Simpson - Vijay Singh (1998, 2004) - Heath Slocum - Brandt Snedeker - Scott Stallings - Brendan Steele - Kevin Streelman | - Steve Stricker - David Toms (2001) - D.J. Trahan - Cameron Tringale - Bo Van Pelt - Jhonattan Vegas - Scott Verplank - Camilo Villegas - Johnson Wagner - Nick Watney - Bubba Watson - Lee Westwood - Charlie Wi - Mark Wilson - Gary Woodland - Tiger Woods (4x) - Y.E. Yang (2009) US PGA - Brian Cairns - Daniel Balin - Todd Camplin - Jeff Coston - Sean Dougherty - Scott Erdmann - David Hutsell - Faber Jamerson - Marty Jertson - Brad Lardon - Robert McClellan - Bob Moss - Mike Northern - Dan Olsen - Steve Schneiter - Mike Small - Stuart Smith - Jeff Sorenson - Bob Sowards - Craig Stevens |